# Canthigaster ocellicincta
Canthigaster ocellicincta е вид лъчеперка от семейство Tetraodontidae. Видът не е застрашен от изчезване.

## Разпространение и местообитание
Разпространен е в Австралия, Вануату, Индонезия, Малайзия, Нова Каледония, Палау, Папуа Нова Гвинея, Соломонови острови, Острови Спратли, Фиджи, Филипини, Френска Полинезия и Япония.
Среща се на дълбочина от 10 до 53 m, при температура на водата от 26,4 до 28,4 °C и соленост 33,8 – 35,1 ‰.

## Описание
На дължина достигат до 7,5 cm.